# 주윤발의 화기소림
《주윤발의 화기소림》(花旗少林, Treasure Hunt)은 홍콩에서 제작된 유진위 감독의 1994년 액션, 판타지, 코미디 영화이다. 주윤발 등이 주연으로 출연하였고 곡미려 등이 제작에 참여하였다.

## 출연

### 주연
- 주윤발
- 오천련

### 조연
- 진한

## 기타
- 미술: 해중문
- 의상: 해중문
- 의상: 구위명